# Cương Gián
Cương Gián là một xã thuộc huyện Nghi Xuân, tỉnh Hà Tĩnh, Việt Nam

## Địa lý
Xã Cương Gián nằm ở phía đông nam huyện Nghi Xuân, có vị trí địa lý:
- Phía đông giáp Biển Đông
- Phía tây và phía bắc giáp xã Xuân Liên
- Phía nam giáp huyện Can Lộc và huyện Thạch Hà.

Xã Cương Gián có diện tích 22,37 km², dân số năm 1999 là 11.445 người, mật độ dân số đạt 516 người/km².
Đây là một xã miền núi gồm nhiều vùng chiêm trũng xen lẫn giữa các đồi có nhiều khe, lạch đổ ra biển; trong đó có dòng Phượng Giang một con sông khá lớn chảy từ rào Mỹ Dương rồi đổ ra biển qua cửa Lạch Kèn. Các dãy Hồng Sơn, Hàm Sơn của xã có nhiều cảnh quan, hang động: Truông Ván, Núi Am, động Quan Sơn,...
Khí hậu: Nằm trong tiểu vùng khí hậu đồng bằng ven biển của tỉnh Hà Tĩnh, Cương Gián cũng chịu ảnh hưởng của khí hậu nhiệt đới gió mùa nóng và ẩm. Nhiệt độ trung bình hằng năm từ 23° – 35°C, dao động theo mùa. Mùa hè nhiệt độ trung bình khoảng 30° – 35°C, có khi lên tới 38° – 39°C. Tuy nhiên, do sát biển nên dù nhiệt độ cao nhưng khí hậu tương đối mát mẻ, dễ chịu chứ không gay gắt như các vùng khác.

## Hành chính
Xã Cương Gián được chia thành 14 thôn: Bắc Mới, Bắc Sơn, Cầu Đá, Đại Đồng, Đông Tây, Nam Mới, Nam Sơn, Ngọc Huệ, Ngư Tịnh, Song Hồng, Song Long, Song Nam, Thượng Hải, Trung Sơn.

## Lịch sử
Từ xưa, vùng đất này gồm các làng: Làng Bình Thọ, làng Yên Ninh và làng Trại thuộc Động Gián; Làng Thượng, làng Tiền, làng Rửa thuộc vùng Cương Gián. 
Vào thập kỷ 70. 80 của thế kỉ XVIII, làng Yên Ninh bị cuốn trôi bởi trận lụt khủng khiếp. Cũng vào khoảng thời gian đó, có một chiếc tàu chở hàng của chúa Trịnh bị bão trôi dạt vào bờ (năm 1750). Nghi ngờ dân làng Rửa tham gia vụ này, nhà Chúa có ý sẽ trị tội cả làng nên người dân phải chạy trốn vào làng Lý Hòa (nay là xã Hải Phú, huyện Bố Trạch, Quảng Bình). Vì thế chỉ còn lại 4 làng: Làng Thượng, làng Tiền, làng Bình Thọ, làng Động Gián. 
Năm Minh Mệnh thứ 12 (1831), xã Cương Gián thành lập gồm thôn Thượng Hiền và thôn Tiền, xã Động Gián thành lập gồm thôn Nghi Lộc và Đồng Kèn. Làng Bình Thọ là một thôn độc lập.
Đầu năm 1946, thực hiện chỉ thị của cấp trên: huyện đã cho sát nhập 2 xã Cương Gián và xã Động Gián thành xã Song Gián. 
Năm 1953, đổi tên xã Song Gián thành xã Xuân Song.
Ngày 25 tháng 10 năm 1972, chủ trương của trên đổi xã Xuân Song thành xã Cương Gián cho đến nay.
Ngày 18 tháng 7 năm 2024, HĐND tỉnh Hà Tĩnh ban hành Nghị quyết số 188/NQ-HĐND về việc thành lập thôn Thượng Hải trên cơ sở thôn Tân Thượng và thôn Song Hải.

## Danh nhân
Cương Gián là quê hương của Thái Bảo Đình Quận Công Nguyễn Hội Và Thái Sư Cương Quốc công Nguyễn Xí, La Sơn Phu Tử Nguyễn Thiếp.